# Calesia patna
Calesia patna är en fjärilsart som beskrevs av Felder 1874. Calesia patna ingår i släktet Calesia och familjen nattflyn. Inga underarter finns listade i Catalogue of Life.